# هنگیل
هنگیل (به لاتین: Hengill) یک کوه و آتشفشان در ایسلند است که در Grímsnes- og Grafningshreppur واقع شده‌است. هنگیل ۸۰۳ متر بالاتر از سطح دریا واقع شده‌است.